# Hartmut Rosa
Hartmut Rosa (Lörrach, 15 de agosto de 1965) es un filósofo, sociólogo y politólogo alemán.
Es profesor de sociología general y teórica en la Universidad Friedrich-Schiller de Jena y director del Centro Max Weber de la Universidad de Erfurt, ambos en Turingia (Alemania). También ha colaborado con la New School for Social Research de Nueva York y las universidades alemanas de Augsburgo, Duisburgo-Essen y Mannheim, entre otras.[cita requerida]
Está considerado uno de los representantes de la nueva teoría crítica.[cita requerida] Su área de investigación se centra en la sociología del tiempo y la formación de las identidades. Entre sus obras destacan Social Acceleration (Columbia University Press, 2015) y Acceleration. Towards a Critical Theory of Late Modern Temporality (NSU Press Malmö y Arhus, 2010), publicada también en francés (Accélération : une critique sociale du temps, La Découverte, 2010). También es coeditor de la revista académica sobre sociología Time & Society (Sage Publications).

## Obras traducidas al español
- Alienación y aceleración: Hacia una teoría crítica de la temporalidad en la modernidad tardía (trad.2016)
- Resonancia: Una sociología de la relación con el mundo (trad. 2019)
- Remedio a la aceleración:ensayos sobre la resonancia (trad. 2020)
- Lo indisponible (trad.2021)